# 伊藤完夫
伊藤 完夫（いとう さだお、1906年（明治39年）2月20日 - 2005年（平成17年）1月10日）は、日本の作曲家、オルガン奏者。武蔵野大学名誉教授。愛知県出身。

## 略歴
- 1925年 東京府の小学校教員（音楽科）となる。
- 1929年 ドイツ教会にて、パイプオルガン演奏法を学ぶ。
- 1931年 理学博士田中正平に師事。音響学、純正調オルガン奏法、日本音楽理論を学ぶ。同時に、オルガン演奏家の活動をはじめる。
- 以降、仏教音楽の研究および、仏教讃歌の作曲家としても活躍。京都女子大学、武蔵野女子大学の大学教授を歴任。また、築地本願寺のパイプオルガン専属奏者としても活躍する。
- 2005年　老衰のため死去。

## 主な作品
- 交声曲「仏陀」（長田恒雄作詞）
- 仏は常に（梁塵秘抄より）
- 善き友（長田恒雄作詞）
- 尼蓮禅河の朝（長田恒雄作詞）
- 壊法の聖者（長田恒雄作詞）
- 生命の光（大滝州代作詞）
- アソカの花（九條武子作詞）
- さんだんのうた（讃仏偈意訳）
- 「献灯偈」「献華偈」「献香偈」（パーリ語による式典曲）
- 交声曲「ばあらたの岸辺に」（タゴールの詩から、渡辺照宏訳詞）
- 古いみち（長田恒雄作詞）

## 受賞
1988年　第22回仏教伝道文化賞功労賞　

## エピソード
- 伊藤が作曲した仏教讃歌は、多くの仏教関連合唱団の演奏会や、法要にて演奏されている。
- 1983年、1985年には「仏教音楽チャリティーコンサート」を企画・開催。収益金をユニセフに寄附した。
- 伊藤完夫の息子、伊藤繁（武蔵野大学教授）も築地本願寺の正オルガニストとして活躍中。